# ユニバーサル・プロダクション・パートナーズ
ユニバーサル・プロダクション・パートナーズ(Universal Production Partners)は、UPPの略称で知られるチェコのVFX制作会社。プラハに本社を構えており、ハンガリー・ブダペストに支社を置いている。中央ヨーロッパ最大のポストプロダクション会社であり、VFXの他に映像編集、カラーグレーディング、映像マスタリングおよびリストアなどのサービスを提供している。
これまでにエミー賞において4度の視覚効果賞ノミネートを果たしており、2016年には『ザ・ウォーク』でサテライト賞における視覚効果賞を受賞した。

## 参加作品

### 映画
2009年まで
- 1999年『リプリー』 The Talented Mr. Ripley
- 2001年『プラハ!』 Rebelové
- 2001年『ダーク・ブルー』 Tmavomodrý svet
- 2004年『エイリアンVSプレデター』 AVP: Alien vs. Predator
- 2005年『僕の大事なコレクション』 Everything is Illuminated
- 2006年『トリスタンとイゾルデ』 Tristan & Isolde
- 2006年『幻影師アイゼンハイム』 The Illusionist
- 2006年『パフューム ある人殺しの物語』 Perfume: The Story of a Murderer
- 2006年『こわれゆく世界の中で』 Breaking and Entering
- 2007年『コッポラの胡蝶の夢』 Youth Without Youth
- 2008年『それぞれの空に』 The Lucky Ones
- 2009年『ザ・バンク 堕ちた巨像』 The International
- 2009年『テトロ 過去を殺した男』 Tetro
- 2009年『屋根裏のポムネンカ』 Na půdě aneb Kdo má dneska narozeniny?
- 2009年『シチリア!シチリア!』[6] Baarìa
- 2009年『パンドラム』 Pandorum
- 2009年『2012』 2012
- 2009年『くるみ割り人形』 The Nutcracker in 3D

2010年代
- 2010年『ソルト』 Salt
- 2011年『デビルクエスト』 Season of the Witch
- 2011年『ダーケストアワー 消滅』[6] The Darkest Hour
- 2011年『Virginia/ヴァージニア』 Twixt
- 2012年『レッド・テイルズ』 Red Tails
- 2013年『スノーピアサー』[6] Snowpiercer
- 2013年『ダイ・ハード/ラスト・デイ』[6] A Good Day to Die Hard
- 2013年『ウルヴァリン:SAMURAI』[6] The Wolverine
- 2014年『ギヴァー 記憶を注ぐ者』[6] The Giver
- 2015年『ブラックハット』 Blackhat
- 2015年『X-ミッション』 Point Break
- 2015年『ザ・ウォーク』[6] The Walk (サテライト視覚効果賞受賞)
- 2016年『キング・オブ・エジプト』[6] Gods of Egypt
- 2016年『エンド・オブ・キングダム』[6] London Has Fallen
- 2016年『スター・トレック BEYOND』Star Trek Beyond
- 2016年『ウォークラフト』[6] Warcraft
- 2016年『マリアンヌ』[6] Allied
- 2016年『グレートウォール』[6] The Great Wall
- 2017年『ユダヤ人を救った動物園 〜アントニーナが愛した命〜』 The Zookeeper's Wife
- 2017年『ワンダーウーマン』[7] Wonder Woman
- 2017年『ブレードランナー 2049』[6] Blade Runner 2049
- 2018年『ランペイジ 巨獣大乱闘』Rampage
- 2018年『スカイスクレイパー』Skyscraper
- 2019年『ジェミニマン』Gemini Man
- 2019年『ターミネーター:ニュー・フェイト』 Terminator: Dark Fate

2020年代
- 2021年『ジャングル・クルーズ』 Jungle Cruise

### テレビドラマ
- 2014年～2015年：マスケティアーズ/三銃士(シーズン1～2) The Musketeers
- 2014年：ザ・ラストシップ(シーズン1) The Last Ship
- 2014年～：アウトランダー(シーズン1より)[6] Outlander
- 2015年：タイラント -独裁国家-(シーズン2)[6] Tyrant
- 2016年：マルコ・ポーロ(シーズン2)[6] Marco Polo
- 2019年：カーニバル・ロウ Carnival Row